# Sint-Jan-de-Doperkerk (Bierset)

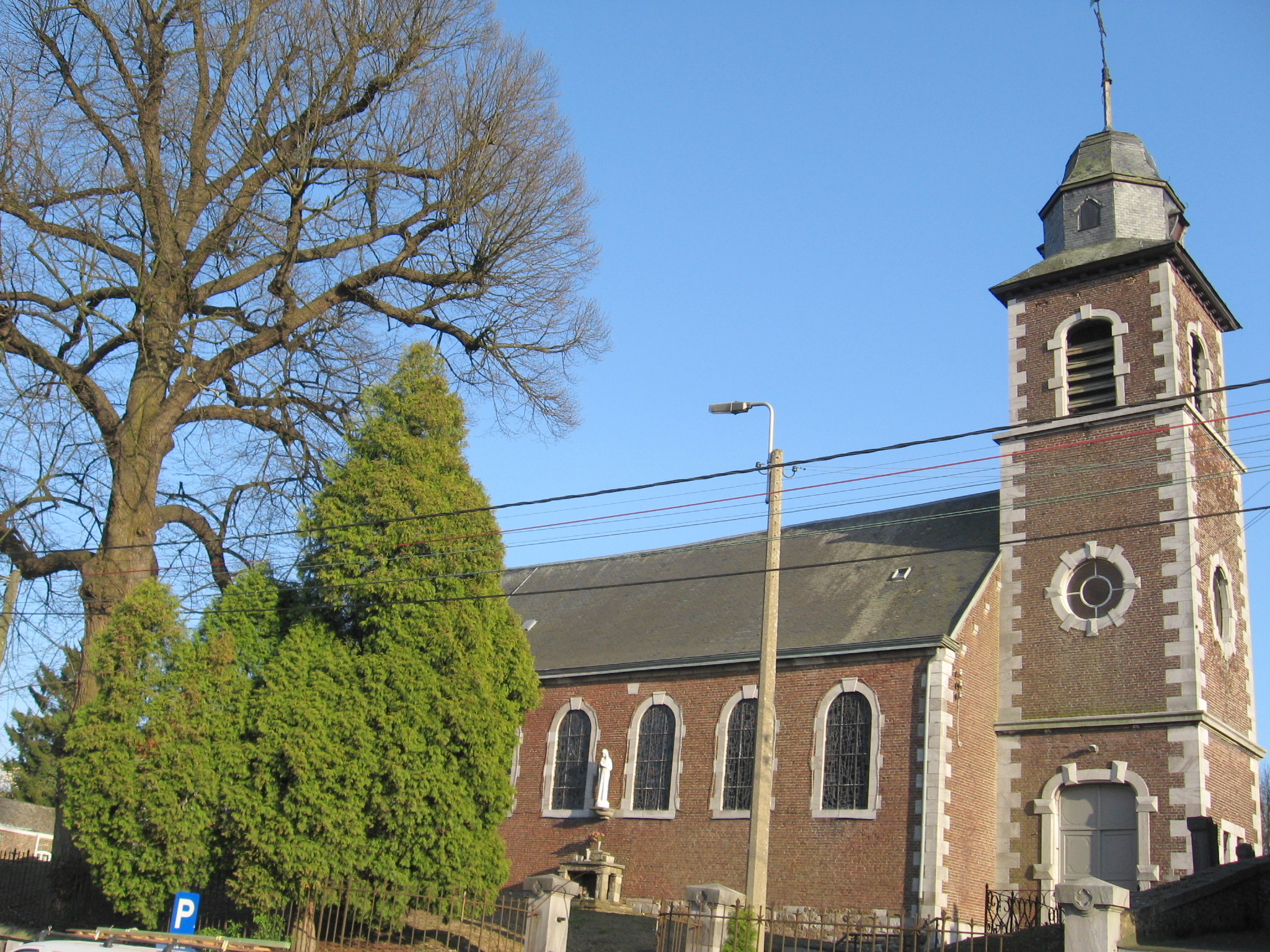
Sint-Jan-de-Doperkerk

De Sint-Jan-de-Doperkerk (Frans: Église Saint-Jean-Baptiste) is de parochiekerk van Bierset in de Belgische provincie Luik. De kerk is gelegen aan Avenue de la Gare.
De huidige kerk werd gebouwd in 1747 in neoclassicistische stijl. De voorgebouwde toren werd in 1870 aangebouwd naar ontwerp van E. Demany. Deze vierkante toren heeft een achtkante, met leien bedekte, lantaarn, die op zijn beurt weer met een achtkant helmdak wordt gedekt. Kerk en toren zijn uitgevoerd in baksteen, met natuurstenen venster- en portaalomlijstingen en hoekbanden.
De kerk bezit een aantal kunstwerken, namelijk: een preekstoel en twee biechtstoelen uit de 18e eeuw; altaren met schilderstukken van 1754 en 1755; een aantal beelden van omstreeks 1700 (Johannes de Doper, Sint-Rochus, Onze-Lieve-Vrouw met Kind).
Er zijn ook enkele grafzerken en -kruisen uit de 16e en 18e eeuw.